# Гимбел, Норман
Норман Гимбел (англ. Norman Gimbel; 16 ноября 1927, Бруклин, Нью-Йорк — 19 декабря 2018, Монтесито, Калифорния) — американский автор популярных песен. Он написал тексты для таких песен, как «Killing Me Softly with His Song», «Ready to Take a Chance Again» (обе с композитором Чарльзом Фоксом) и «Canadian Sunset». Он также написал англоязычные тексты для многих международных хитов, в том числе «Sway», «Summer Samba», «The Girl from Ipanema», «How Insensive», «Drinking-Water», «Meditation», «I Will Wait for You» и «Watch What Happens». Из тем для фильмов, которые он написал в соавторстве, пять были номинированы на премию «Оскар» и/или премии «Золотой глобус», включая песню «It Goes Like It Goes» из фильма «Норма Рэй», которая получила премию «Оскар» за лучшую оригинальную песню 1979 года. Гимбел был включен в Зал славы авторов песен в 1984 году.